# Liste von Schauspielern des deutschsprachigen Theaters
Hier sind bekannte Theaterschauspieler des deutschsprachigen Theaters aufgelistet. Nach dem Aufkommen des Films wurden manche von ihnen auch Filmschauspieler. Wer sich ausschließlich für Filmschauspieler interessiert: siehe unter Liste bekannter Darsteller des deutschsprachigen Films. Volksschauspieler und Kabarettisten werden in eigenen Artikeln gelistet.

## A
- Erich Aberle (1922–2002)
- Magdalena Achmann (1883–1940)
- Kathrin Ackermann (* 1938)
- Konrad Ernst Ackermann (1712–1771)
- Max Adalbert (1874–1933)
- Antonie Adamberger (1790–1867)
- Mario Adorf (* 1930)
- Kerstin de Ahna (* 1935)
- Rosa Albach-Retty (1874–1980)
- Wolf Albach-Retty (1906–1967)
- Hans Albers (1891–1960)
- Ira Aldridge (1807–1867)
- Raoul Alster (1899–1962)
- Dagmar Altrichter (1924–2010)
- Käte Alving (1896–1974)
- Axel von Ambesser (1910–1988)
- Michael Ande (* 1944)
- Ernst Anders (1928–1991)
- Andreas Anke (* 1973)
- Heinrich Anschütz (1785–1865)
- Ludwig Anschütz (1902–1985)
- Isabella Archan (* 1965)
- Leon Askin (1907–2005)
- Raoul Aslan (1886–1958)
- Arno Assmann (1908–1979)
- Blanche Aubry (1921–1986)
- Erich Auer (1923–2004)

## B
- Gesa Badenhorst (* 1958)
- Ewald Balser (1898–1978)
- Vera Balser-Eberle (1897–1982)
- Leo Bardischewski (1914–1995)
- Frank Barufski (1905–1991)
- Albert Bassermann (1867–1952)
- Adolf Basté (1834-nach 1855)
- August Basté (unbekannt-1873)
- Charlotte Basté (1867–1928)
- Ferdinand Basté (1818–1897)
- Frida Basté (unbekannt-nach 1902)
- Heinrich Basté (1837–1891)
- Käthe Basté (1876-nach 1902)
- Paula Basté (unbekannt-nach 1902)
- Theodor Basté (1830–1887)
- Ferry Bauer (1916–2010)
- Bernhard Baumeister (1827–1917)
- Markus Baumeister (* 1975)
- Wilhelm Baumeister (1815–1875)
- Magda Bäumken (1890–1959)
- Thomas Bayer (* 1948)
- Victor Beaumont (1912–1977)
- Heinrich Beck (1760–1803)
- Kurt Beck (1926–1993)
- Ben Becker (* 1964)
- Maria Becker (1920–2012)
- Meret Becker (* 1969)
- Lina Beckmann, (* 1981)
- Ortrud Beginnen (1938–1999)
- Bibiana Beglau (* 1971)
- Wolfgang Beigel (* 1944)
- Johann David Beil (1754–1794)
- Rudolf Beiswanger (1903–1984)
- Sophia Carolina Benda (1787–1844)
- Karl Bender (1864–1910)
- Karl Heinz Bender (* 1928)
- Fritz Benscher (1904–1970)
- Benjamin Berger (* 1986)
- Elisabeth Bergner (1897–1986)
- Karl Gustav Berndal (1830–1885)
- Sarah Bernhardt (1844–1923)
- Otto Bernstein (1887–1943)
- Friedrich Jonas Beschort (1767–1846)
- Lotte Betke (1905–2008)
- Manfred Bettinger (* 1954)
- Alexander Beyer (* 1973)
- Hermann Beyer (1878–1962)
- Hermann Beyer (* 1943)
- Robert Beyer (* 1969)
- Carl Blankenstein (1798–1852)
- Carl Blankenstein (1864–1933)
- Hedwig Bleibtreu (1868–1958)
- Monica Bleibtreu (1944–2009)
- Walter Bluhm (1904–1976)
- Peter Blum (* 1991)
- Heinrich Blume (1788–1856)
- Johann Michael Bock (1743–1793)
- Herbert A. E. Böhme (1897–1984)
- Kurt Böwe (1929–2000)
- Alfred Bohl (1909–1989)
- Uwe Bohm (1962–2022)
- Curt Bois (1901–1991)
- Ferdinand Bonn (1861–1933)
- Wilmut Borell (1922–1997)
- Rolf Boysen (1920–2014)
- Klaus Maria Brandauer (* 1943)
- Johann Christian Brandes (1735–1799)
- Matthias Brenner (* 1957)
- Helmut Brennicke (1918–2005)
- Michael Brennicke (1949–2019)
- Johann Franz Brockmann (1745–1812)
- Karl Brückel (1881–1980)
- Christian Brückner (* 1943)
- Walther Brügmann (1884–1945)
- Wolfgang Brunecker (1914–1992)
- Kaspar Brüninghaus (1907–1971)
- Traugott Buhre (1929–2009)
- Moritz Bürkner (* 1983)
- Robert Bürkner (1887–1962)
- Walther Bullerdiek (1901–1971)
- Ruth Bunkenburg (1922–2015)
- Ernst Busch (1900–1980)
- Aline Bußmann (1889–1968)
- Wolfgang Büttner (1912–1990)

## C
- Joseph Anton Christ (1744–1823)
- Hans Clarin (1929–2005)
- Andrea Clausen (* 1959)
- Heinz von Cleve (1897–1984)
- Edith Clever (* 1940)
- Heinz Conrads (1913–1986)
- Annemarie Cordes (1918–1998)
- Auguste Crelinger (1795–1865)

## D
- Friedrich Dahn (1811–1889)
- Ludwig Dahn (1843–1898)
- Bogumil Dawison (1818–1872)
- Alice Decarli (1906–1964)
- Michael Degen (1928–2022)
- Vilma Degischer (1911–1992)
- René Deltgen (1909–1979)
- Kirsten Dene (* 1943)
- Ferdinand Dessoir (1836–1892)
- Ludwig Dessoir (1810–1874)
- Friedrich Dettmer (1835–1880)
- Wilhelm Dettmer (1860–nach 1881)
- Wilhelm Georg Dettmer (1808–1876)
- Ernst Deutsch (1890–1969)
- Gustav Emil Devrient (1803–1872)
- Karl August Devrient (1797–1872)
- Ludwig Devrient (1784–1832)
- Otto Devrient (1838–1894)
- Philipp Eduard Devrient (1801–1877)
- Hans-Helmut Dickow (1927–1989)
- Antonia Dietrich (1900–1975)
- Ursula Dirichs (1933–2022)
- Carl Theophil Doebbelin (1727–1793)
- Emil von Dollen (1884–1937)
- Friedrich Domin (1902–1961)
- Ludwig Dornauer (* 1953)
- Käthe Dorsch (1890–1957)
- Horst Drinda (1927–2005)
- Minnie Maria Dronke (1904–1987)
- Alexander Duda (* 1955)
- Solveig Duda (* 1972)
- Tilla Durieux (1880–1971)
- Eleonora Duse (1858–1924)
- Angélique Duvier (* 1958)

## E
- Hermann Ebeling (1928–2000)
- Arno Ebert (1899–1955)
- Max Eckard (1914–1998)
- Fritz Eckhardt (1907–1995)
- Robert Eder (* 1961)
- Maren Eggert (* 1974)
- Ida Ehre (1900–1989)
- Else Ehser (1894–1968)
- Wolfgang Eichberger (1911–1963)
- Karin Eickelbaum (1937–2004)
- Maria Eis (1896–1954)
- Conrad Ekhof (1720–1778)
- Gundi Ellert (* 1951)
- Paul Ellmar (1890–1963)
- Harry Engel (1936–1989)
- Heinz Engelmann (1911–1996)
- Wolfgang Engels (1908–1983)
- Christine Enghaus (1817–1910)
- Hans Epskamp (1903–1992)
- Christian Erdmann (* 1975)
- Adolf Ernst (1846–1927)
- Eberhard Esche (1933–2006)
- Peter Espeloer (* 1960)
- Peter Esser (1886–1970)
- Ferdinand Eßlair (1772–1840)
- Gertrud Eysoldt (1870–1955)

## F
- Erwin Faber (1891–1989)
- Heinrich August Fabricius (1764–1821)
- Christa Fast (1942–2006)
- Maria Fein (1892–1965)
- Hansjörg Felmy (1931–2007)
- Vijessna Ferkic (* 1987)
- C. W. Fernbach (1915–1967)
- Veronica Ferres (* 1965)
- Karl Fichtner (1805–1873)
- Agnes Fink (1919–1994)
- Sebastian Fischer (1928–2018)
- Peter Fitz (1931–2013)
- Sigurd Fitzek (1928–2022)
- Ferdinand Fleck (1757–1801)
- Elisabeth Flickenschildt (1905–1977)
- Giulia Follina (* 1950)
- Ernst Formes (1841–1898)
- Karl Johann Formes (1810–1889)
- Theodor Formes (1826–1874)
- Astrid Frank (* 1944)
- Hans Freundt (1892–1953)
- Erik Frey (1908–1988)
- Hans-Jörg Frey (* 1952)
- Gerd Fricke (1890–1968)
- Peter Fricke (* 1939)
- Willem Fricke (1928–2009)
- Hans Karl Friedrich (1904–1985)
- Karl Friedrich (1929–2021)
- Uwe Friedrichsen (1934–2016)
- Ekkehard Fritsch (1921–1987)
- Ernst-Fritz Fürbringer (1900–1988)

## G
- Bruno Ganz (1941–2019)
- Peter Garden (1924–2015)
- Tuncay Gary (* 1971)
- Wolfgang Gasser (1927–2007)
- Konrad Gebhardt (1881–1937)
- Anton Genast (1763–1831, eig. Anton Kynast)
- Eduard Franz Genast (1797–1866)
- Konrad Georg (1914–1987)
- Heinrich George (1893–1946)
- Dagmar Geppert (* 1980)
- Iska Geri (1914–2002)
- Albert Gern (1789–1869)
- Kurt Gerron (1897–1944)
- Erwin Geschonneck (1906–2008)
- Adrienne Gessner (1896–1987)
- Therese Giehse (1898–1975)
- Alexander Girardi (1850–1918)
- Winfried Glatzeder (* 1945)
- Wolfgang Glück (1929–2023)
- Gerda Gmelin (1919–2003)
- Helmuth Gmelin (1891–1959)
- Curt Goetz (1888–1960)
- Käthe Gold (1907–1997)
- Stephanie Gossger (* 1975)
- Ernst Grabbe (1926–2006)
- Helga Göring (1922–2010)
- Alexander Granach (1890–1945)
- Anneli Granget (1935–1971)
- Wolfgang Greese (1926–2001)
- Karin Gregorek (1941–2023)
- Ferdinand Gregori (1870–1928)
- Helmut Griem (1932–2004)
- Gustav Friedrich Großmann (1746–1796)
- Andrea Grosske (1928–1997)
- Gustaf Gründgens (1899–1963)
- Karl Grunert (1810–1869)
- Heinrich Gudehus (1842–1909)
- Lilâ Gürmen (* 1966)

## H
- Friedrich Haase (1825–1911)
- Fritzi Haberlandt (* 1975)
- Karlheinz Hackl (1949–2014)
- Carla Hagen (1931)
- Jens Hajek (* 1968)
- Fritz Hakl (1932–2012)
- Konrad Adolf Hallenstein (1835–1892)
- Peter Hamel (1911–1979)
- Therese Hämer (* 1962)
- Joachim Hansen (1930–2007)
- Monika Hansen (1942–2025)
- Auguste Hansen-Kleinmichel (1886–1968)
- Georg Hartmann (1926–2012)
- Jörg Hartmann (* 1969)
- Paul Hartmann (1889–1977)
- Anton Hasenhut (1766–1841)
- Hellmuth Haupt (1934–2006)
- Ullrich Haupt (1915–1991)
- Reinhold Häussermann (1884–1947)
- Werner Hausmann (1901–1991)
- Ezard Haußmann (1935–2010)
- Nicole Heesters (* 1937)
- Oscar Heiler (1906–1995)
- Kurt Heintel (1924–2002)
- Wolfgang Heinz (1900–1984)
- Christine Heinze (* 1949)
- Karl Helmerding (1822–1899)
- Paul Henckels (1885–1967)
- Hermann Hendrichs (1809–1871)
- Herbert Hennies (1900–1979)
- Kurt Hepperlin (1920–1992)
- Rudolf H. Herget (1940–2014)
- Ursula Herking (1912–1974)
- Eduard Hermann (1903–1964)
- Anna Herold (unbekannt-1875)
- Gigi Herr (1942–2023)
- Trude Herr (1927–1991)
- Bernhard-Heinrich Herzog (* 1964)
- Albert Hetterle (1918–2006)
- Josef Heynert (* 1976)
- Carl Hinrichs (1907–1967)
- Hanne Hiob (1923–2009)
- Alfons Höckmann (1923–2014)
- Lucie Höflich (1883–1956)
- Attila Hörbiger (1896–1987)
- Christiane Hörbiger (1938–2022)
- Maresa Hörbiger (* 1945)
- Paul Hörbiger (1894–1981)
- Benno Hoffmann (1919–2005)
- Eva-Maria Hofmann (* 1951)
- Frank Hoffmann (1938–2022)
- Jutta Hoffmann (* 1941)
- Paul Hoffmann (1902–1990)
- Peter Holliger (* 1945)
- Marianne Hoppe (1909–2002)
- Rolf Hoppe (1930–2018)
- Hellmuth Hron (1933–2002)
- Jörg Hube (1943–2009)
- Henry Hübchen (* 1947)
- Ingo Hülsmann (* 1963)
- Matthias Hummitzsch (* 1949)
- Angelika Hurwicz (1922–1999)

## I
- August Wilhelm Iffland (1759–1814)
- Magda Irschick (1841–1935)
- Henry Irving (1838–1905)
- Axel Ivers (1902–1964)
- Tatjana Iwanow (1925–1979)

## J
- Malte Jaeger (1911–1991)
- Theodor Julius Jaffé (1823–1898)
- Antonie Janisch (1848–1920)
- Michael Janisch (1927–2004)
- Emil Jannings (1884–1950)
- Hans Jaray (1906–1990)
- Franz Jauner (1831–1900)
- Eduard Jerrmann (1798–1859)
- Gertraud Jesserer (1943–2021)
- Hansi Jochmann (* 1953)
- Walter Jokisch (1914–1984)
- Andrea Jonasson (* 1942)
- Harald Juhnke (1929–2005)
- Curd Jürgens (1915–1982)
- Gerda-Maria Jürgens (1917–1998)
- Gerhard Just (1904–1977)

## K
- Heidi Kabel (1914–2010)
- Richard Kahle (1842–1916)
- Ernst Kahler (1914–1993)
- Josef Kainz (1858–1910)
- Wolf Kaiser (1916–1992)
- Klaus Kammer (1929–1964)
- Marie Karchow-Lindner (1842–1914)
- Liesl Karlstadt (1892–1960)
- Lusako Karonga  (* 1963)
- Heini Kaufeld (1920–1996)
- Gracia-Maria Kaus (* 1947)
- Charles Kean (1811–1868)
- Edmund Kean (1787–1833)
- Inge Keller (1923–2017)
- Judith Keller (* 1961)
- Christa Kern (* 1958)
- Alexander Kerst (1924–2010)
- Wolfgang Kieling (1924–1985)
- Klaus Kinski (1926–1991)
- Franziska Kinz (1897–1980)
- Ignaz Kirchner (1946–2018)
- Alexander Klaws (* 1983)
- Heinz Klevenow (1908–1975)
- Heinz Klevenow junior (1940–2021)
- Kurt Klopsch (1905–1989)
- Wilhelm Knaack (1829–1894)
- Hilmar Knorr (1847–1919)
- Erich Kober (1885–1955)
- Heinrich Gottfried Koch (1703–1775)
- Roland Koch (* 1959)
- Imogen Kogge (* 1957)
- Momo Kohlschmidt (* 1971)
- Herma Koehn (* 1944)
- Ursula Köllner (1920–1995)
- Theodor Köstlin (1855–1939)
- Erwin Kopp (1877–1928)
- Mila Kopp (1904–1973)
- Hans Peter Korff (1942–2025)
- Minnie Korten (1904–1987)
- Fritz Kortner (1892–1970)
- Sebastian Kraft (* 1974)
- Charlotte Kramm (1900–1971)
- Werner Krauß (1884–1959)
- Diether Krebs (1947–2000)
- Wolfgang Krebs (* 1959)
- Franz Kreidemann (1871–1953)
- Karl-Heinz Kreienbaum (1915–2002)
- Werner Kreindl (1927–1992)
- Kamil Krejci (* 1961)
- Jan Gregor Kremp (* 1962)
- Adalbert Kriwat (1882–1961)
- Franz Xaver Kroetz (* 1946)
- Franz Krolop (1839–1897)
- Raimund Kuchar (1909–1968)
- Gertrud Kückelmann (1929–1979)
- Heinrich Kunst (1905–1993)
- Wilhelm Kunst (1799–1859)
- Stefan Kurt (* 1959)
- Otto Kurth (1912–1996)
- Joseph Felix von Kurz, genannt Kurz-Bernardon (1717–1784)
- Elfriede Kuzmany (1915–2006, auch Elfriede Kucmany)

## L
- Max Lammer (1905–1966)
- Jutta Lampe (1937–2020)
- Günter Lamprecht (1930–2022)
- Alexander Lang (1941–2024)
- Elke Lang (1952–1998)
- Rosemarie Lang (1922–1996)
- Rudolf Lange (1830–1907)
- Hans Langmaack (1870–1949)
- Ursula Langrock (1926–2000)
- Heinz Lanker (1916–1978)
- Carl von La Roche (1794–1884)
- Eva L’Arronge (1907–1996)
- Dieter Laser (1942–2020)
- Hermann Lause (1939–2005)
- Karl August Lebrun (1792–1842)
- Theodor Lebrun (1828–1895)
- Volker Lechtenbrink (1944–2021)
- Jürgen Lederer (* 1943)
- Lotte Ledl (* 1930)
- Else Lehmann (1866–1940)
- Steffen Lehmann (* 1976)
- Hans Leibelt (1885–1974)
- Ernst Wilhelm Lenik (* 1942)
- Lotte Lenya (1898–1981)
- Christiane Leuchtmann (* 1960)
- Ernst Leudesdorff (1885–1954)
- Philine Leudesdorff-Tormin (1892–1924)
- Rudolf Lettinger (1865–1937)
- Isabella Lewandowski (* 1970)
- Joseph Lewinsky (1835–1907)
- Johanna Liebeneiner (* 1945)
- Kurt Lieck (1899–1976)
- Walter Lieck (1906–1944)
- Theodor Liedtcke (1828–1902)
- Karl Lieffen (1926–1999)
- Albert Lieven (1906–1971)
- Werner Lieven (1909–1968)
- Fred Liewehr (1909–1993)
- Ursula Lillig (1938–2004)
- Friedrich Heinrich Limbach (1801–1887)
- Erwin Linder (1903–1968)
- Bettina Lindtberg (1946–2002)
- Carlo Ljubek (* 1976)
- Friedrich Lobe (1889–1958)
- Theodor Lobe (1833–1905)
- Paola Loew (1934–1999)
- Die Schauspieler-Familie Löwe
  - Ferdinand Löwe (1787–1832)
  - Feodor Franz Ludwig Löwe (1816–1890)
  - Friedrich August Leopold Löwe (1767–1816)
  - Johann Heinrich Löwe (1766–1835)
  - Johann Daniel Ludwig Löwe (1795–1871)
  - Johann Karl Löwe (1731–1807)
- Helmuth Lohner (1933–2015)
- Therese Lohner (* 1967)
- Julian Loidl (* 1981)
- Ernst Lothar (1923–1982)
- Hanns Lothar (1929–1967)
- Susanne Lothar (1960–2012)
- Siegfried Lowitz (1914–1999)
- Rolf Ludwig (1925–1999)
- Günter Lüdke (1930–2011)
- Otto Lüthje (1902–1977)
- Reinhold Lütjohann (1881–1958)
- Sylvia Lukan (* 1942)
- Regine Lutz (1928–2023)
- Dörte Lyssewski (* 1966)

## M
- Maria Mägdefrau (* 1936)
- Kai Maertens (* 1958)
- Michael Maertens (* 1963)
- Miriam Maertens (* 1970)
- Peter Maertens (1931–2020)
- Willy Maertens (1893–1967)
- Hans Mahler (1900–1970)
- Hans Mahnke (1905–1978)
- Bea von Malchus (* 1959)
- Oliver Mallison (* 1971)
- Fee Malten (1911–2005)
- Julius Malten (1860–1915)
- Therese Malten (1853–1930)
- Leslie Malton (* 1958)
- Paulus Manker (* 1958)
- Hubert Mann (1920–2014)
- Heinz Marecek (* 1945)
- Karl von Marinelli (1745–1803)
- Heinrich Marr (1797–1871)
- Gerd Martienzen (1918–1988)
- Marion Martienzen (* 1953)
- Wolf Martienzen (1944–20??)
- Ludwig Martinelli (1832–1913)
- Louise Martini (1931–2013)
- Eduard Marks (1901–1981)
- Annemarie Marks-Rocke (1901–2004)
- Adalbert Matkowsky (1857–1909)
- Eva Mattes (* 1954)
- Ulrich Matthes (* 1959)
- Christiane Maybach (1927–2006)
- Peter Meinhardt (* 1942)
- Josef Meinrad (1913–1996)
- Kurt Meisel (1912–1994)
- Kurt Meister (1901–1961)
- John Siegfried Mehnert (1940–2025)
- Alfred Menhardt (1899–1955)
- Johann Matthias Menninger (1733–1793)
- Otto Mensing (1868–1939)
- Marcel Merminod (1893–1979)
- Johannes Merz (* 1983)
- Ludwig Meybert (1893–1961)
- Lotte Meyer (1909–1991)
- Wolfgang Michael (* 1955)
- Karl Michel (1843–1930)
- Solomon Michoels (1890–1948)
- Cordy Millowitsch (1890–1977)
- Lucy Millowitsch (1905–1990)
- Mariele Millowitsch (* 1955)
- Peter Millowitsch (* 1949)
- Peter Wilhelm Millowitsch (1880–1945)
- Willy Millowitsch (1909–1999)
- Barbie Millowitsch-Steinhaus (* 1949)
- Bernhard Minetti (1905–1998)
- Hans-Peter Minetti (1926–2006)
- Jennifer Minetti (1940–2011)
- Birgit Minichmayr (* 1977)
- Bettina Mittendorfer (* 1970)
- Anton Mitterwurzer (1818–1876)
- Friedrich Mitterwurzer (1844–1897)
- Kyra Mladeck (* 1935)
- Gunnar Möller (1928–2017)
- Rudolf Möller (1914–2008)
- Tobias Moretti (* 1959)
- Hans Moser (1880–1964)
- Grete Mosheim (1905–1986)
- Alexander Moissi (1879–1935)
- Ulrich Mühe (1953–2007)
- Corinna Mühle (* 1980)
- Hans Mühlhofer (1878–1932)
- Fritz Muliar (1919–2009)
- Paul Mundorf (1903–1976)
- Friedl Münzer (1892–1967)

## N
- Willi Narloch (1910–1973)
- Günter Naumann (1925–2009)
- Friederike Caroline Neuber (1697–1760)
- Helga Neuner (* 1940)
- Eri Neumann (1897–1985)
- Ruth Niehaus (1925–1994)
- Barbara Nüsse (* 1943)

## O
- Cornelius Obonya (* 1969)
- Hanns Obonya (1922–1978)
- Joseph Offenbach (1904–1971)
- Rahel Ohm (* 1962)
- Walter Ohm (1915–1997)
- Richard Ohnsorg (1876–1947)
- Michael Ophelders (* 1958)
- Elisabeth Orth (1936–2025)
- Michael Ostrowski (* 1973)

## P
- Georg Pahl (1893–1957)
- Max Pallenberg (1877–1934)
- Ingrid Pan (1930–1995)
- Erwin Parker (1903–1987)
- Karl Paryla (1905–1996)
- Peter Paul (1911–1985)
- Harald Paulsen (1895–1954)
- Therese Peche (1806–1882)
- Karl-Heinz Pelser (* 1926)
- Susi Peter (1923–1968)
- Brigitte Peters (1949–2025)
- Sabine Peters (1913–1982)
- Barbara Petritsch (* 1945)
- Rudolf Platte (1904–1984)
- Ulrich Pleitgen (1942–2018)
- Erika Pluhar (* 1939)
- Gerd J. Pohl (* 1970)
- Eric Pohlmann (1913–1979)
- Erich Ponto (1884–1957)
- Klaus Ponto (1927–1985)
- Manoel Ponto (1949–1996)
- Tim Porath (* 1975)
- Franz Porten (1859–1932)
- Henny Porten (1890–1960)
- Rosa Porten (1884–1972)
- Friedrich Wilhelm Porth (1800–1874)
- Karl Porth (1833–1905)
- Willy Porth (1864–1932)
- Ernst von Possart (1841–1921)
- Trude Possehl (1900–1994)
- Hans Pössenbacher (1895–1979)
- Friedrich-Karl Praetorius (* 1952)
- Auguste Prasch-Grevenberg (1854–1945)
- Gottfried Prehauser (1699–1769)
- Gertrud Prey (1906–2002)
- Ernst Pündter (1884–1929)
- Karl Pündter (1883–1975)

## Q
- Christian Quadflieg (1945–2023)
- Josef Quadflieg (1933–2013)
- Will Quadflieg (1914–2003)
- Helmut Qualtinger (1928–1986)
- Karl August Ludwig Quanter (1805–1876)
- Else Quecke (1907–2004)
- Hans Quest (1915–1997)
- Lieselotte Quilling (1921–1997)

## R
- Kurt Raab (1941–1988)
- Maria Magdalena Rabl (* 1976)
- Carl Raddatz (1912–2004)
- Ferdinand Raimund (1790–1836)
- Erna Raupach-Petersen (1904–1997)
- Lotte Rausch (1911–1995)
- Felix Rech (* 1977)
- Willy Reichert (1896–1973)
- Alexandra Reimer (* 1972)
- Kurt Reiss (1903–1960)
- Julie Rettich (1809–1866)
- Leo Reuss (1891–1946)
- Utz Richter (1927–2015)
- Gustav Rickelt (1862–1946)
- Martin Rickelt (1915–2004)
- Anne Rieckhof (* 1989)
- Gert Riederer (1911–2018)
- Katja Riemann (* 1963)
- Werner Riepel (1922–2012)
- Gerd Rigauer (* 1939)
- Arnold Risch (1890–1979)
- Ilse Ritter (* 1944)
- Rudolf Rittner (1869–1943)
- Emerich Robert (1847–1899)
- Christa Rockstroh (* 1953)
- Heinz Roggenkamp (1891–1966)
- Peter Roggisch (1937–2001)
- Sophie Rois (* 1961)
- Renate Roland (* 1948)
- Hermann Romberg (1882–1929)
- Betty Roose (1778–1808)
- Traute Rose (1904–1997)
- Willi Rose (1902–1978)
- Paul Edwin Roth (1918–1985)
- Karl Mathias Rott (1807–1876)
- Alfred Rotter (1886–1933)
- Leopold Rudolf (1911–1978)
- Hans Christian Rudolph (1943–2014)
- Sebastian Rüger (* 1967); siehe Ulan & Bator
- Heinz Rühmann (1902–1994)
- Germaine Rumovi (1903–1967)
- Dimetrio-Giovanni Rupp (* 1988)

## S
- Angela Salloker (1913–2006)
- Otto Sander (1941–2013)
- Adele Sandrock (1863–1937)
- Rudolf Sang (1900–1972)
- Heribert Sasse (1945–2016)
- Oscar Sauer (1856–1918)
- Uta Sax (* 1939)
- Heinz Schacht (1909–1987)
- Jenny Schaffer-Bernstein (1888–1943)
- Michaela Scheday (1953–2004)
- Michael Schefts (* 1973)
- Karl Scheidemantel (1859–1923)
- Wolfram Scheller (* 1975)
- Erich Schellow (1915–1995)
- Jochen Schenck (1929–2016)
- Wolfgang Schenck (1934–2024)
- Otto Schenk (1930–2025)
- Rolf E. Schenker (1927–2022)
- Walter Scherau (1903–1962)
- Alfred Schieske (1908–1970)
- Geriet Schieske (1945–2023)
- Ernst G. Schiffner (1903–1980)
- Emanuel Schikaneder (1751–1812)
- Eric Schildkraut (1906–1999)
- Heinz Schimmelpfennig  (1919–2010)
- Bernhard Schir (* 1963)
- Karl-Maria Schley (1908–1980)
- Hildegard Schmahl (* 1940)
- Cornelia Schmaus (* 1946)
- Burkhard Schmeer  (* 1964)
- Walter Schmidinger (1933–2013)
- Liselotte Schmidt (1924–2020)
- Thomas Schmuckert (* 1965)
- Gisela Schneeberger (* 1948)
- Elfe Schneider (1905–1970)
- Franz Schneider (1916–1985)
- Peter Schneider (* 1975)
- Friedrich Schoenfelder (1916–2011)
- Elsa Scholten (1902–1981)
- Fritz Schönfeld (1895–1944)
- Hans E. Schons (1919–2005)
- Annemarie Schradiek (1907–1993)
- Katharina Schratt (1853–1940)
- Charlotte Schreiber-Just (1914–2000)
- Liselotte Schreiner (1904–1991)
- Ernst Schröder (1915–1994)
- Friedrich Ludwig Schröder (1744–1816)
- Sophie Schröder (1781–1868)
- Anna Schudt (* 1974)
- Edith Schultze-Westrum (1904–1981)
- Friedrich Schütter (1921–1995)
- Friedrich Schütze (1891–1968)
- Viktor Schwanneke (1880–1931)
- Elisabeth Schwarz (* 1938)
- Sebastian Schwarz (* 1984)
- Paul Schwed (1900–1956)
- Alexandra von Schwerin (* 1962)
- Ellen Schwiers (1930–2019)
- Sven Seeburg (* 1962)
- Christian Seeler (* 1958)
- Ilse Seemann (1934–2021)
- Julius Seger (1876–1944)
- Alma Seidler (1899–1977)
- Edda Seippel (1919–1993)
- Edgar Selge (* 1948)
- Karl Seydelmann (1793–1843)
- Hilde Sicks (1920–2007)
- Hartwig Sievers (1902–1970)
- Oskar Sima (1896–1969)
- Maximilian Simonischek (* 1982)
- Gideon Singer (1926–2015)
- Frank Smilgies (* 1967); siehe Ulan & Bator
- Adolf von Sonnenthal (1834–1909)
- Agnes Sorma (1862–1927)
- Ben Spanier (1887–1944)
- Miriam Spoerri (1931–2010)
- Clint Christian Staak (* 1969)
- Heinz-Günter Stamm (1907–1978)
- Uta Stammer (1948–2018)
- Edd Stavjanik (1927–2008)
- Manfred Steffen (1916–2009)
- Alexander Stefi (1953–2016)
- Gerda Steiner (* 1953)
- Erwin Steinhauer (* 1951)
- Helmut Straßburger (1930–2010)
- Agnes Straub (1890–1941)
- Jochen Striebeck (* 1942)
- Karl Striebeck (1904–1985)
- Peter Striebeck (* 1938)
- Thiemo Strutzenberger (* 1982)
- Alfred Struwe (1927–1998)
- Brita Subklew (* 1948)
- Hubert Suschka (1925–1986)
- Sonja Sutter (1931–2017)

## T
- Fritz Tachauer (1889–1942)
- Florian Teichtmeister (* 1979)
- Vita Tepel (* 1995)
- Alfons Teuber (1903–1971)
- Katharina Thalbach (* 1954)
- Anna Thalbach (* 1973)
- Léonie Thelen (* 1959)
- Rudolf Therkatz (1908–1961)
- Thomas Thieme (* 1948)
- Hans Thimig (1900–1991)
- Helene Thimig (1889–1974)
- Hermann Thimig (1890–1982)
- Hugo Thimig (1854–1944)
- Johanna Thimig (1943–2014)
- Peter Thom (1935–2005)
- Anton Tiller (1881–1967)
- Nadja Tiller (1929–2023)
- Friedrich Wilhelm Timpe (* 1938)
- Andreas Tobias (* 1984)
- Vassiliki Toùssa (* 1981)
- Lilly Towska (1901–1995)
- Hans Tügel (1894–1984)
- Ulrich Tukur (* 1957)
- Dietlinde Turban (* 1957)
- Katharina Tüschen (1927–2012)

## U
- Berndt Uhl (1903–1957)
- Gisela Uhlen (1919–2007)
- Luise Ullrich (1910–1985)
- Wolfgang Unterzaucher (1934–2021)
- Karl Wilhelm Ferdinand Unzelmann (1753–1832)
- Karl Wolfgang Unzelmann (1786–1843)
- Birgit Unterweger (1976)
- Brigitte Urhausen (* 1980)

## V
- Henry Vahl (1897–1977)
- Bruno Vahl-Berg (1903–1984)
- Karl Valentin (1882–1948)
- Ivo Veit (1910–1984)
- Peter Vogel (1937–1978)
- Rudolf Vogel (1900–1967)
- Georg Vogelsang (1883–1952)
- Hilde Volk (1912–1995)
- Wolfgang Völz (1930–2018)
- Carl Voscherau (1900–1963)
- Gert Voss (1941–2014)

## W
- Aribert Wäscher (1895–1961)
- Eberhard Wagner (* 1938)
- Eberhard Wagner (* 1961)
- Fritz Wagner (1915–1982)
- Minna Wagner (1809–1866)
- S. O. Wagner (1902–1975)
- Gustav Waldau (1871–1958)
- Ernst Waldbrunn (1907–1977)
- Franziska Walser (* 1952)
- Herwig Walter (1911–1986)
- Karl-Heinz Walther (1929–1995)
- Gerd Wameling (* 1948)
- Hedwig Wangel (1875–1961)
- Gustav von Wangenheim (1895–1975)
- Paul Wegener (1874–1948)
- Christa Wehling (1928–1996)
- Helene Weigel (1900–1971)
- Grethe Weiser (1903–1970)
- Wolfgang Weiser (1928–1996)
- Heinz Weiss (1921–2010)
- Ilse Werner (1921–2005)
- Oskar Werner (1922–1984)
- Gisela Wessel (1930–2020)
- Ulrich Wesselmann (1960–1993)
- Paula Wessely (1907–2000)
- Gert Westphal (1920–2002)
- Lilian Westphal (1926–1997)
- Paul Wiecke (1862–1944)
- Harald Wieczorek (* 1948)
- Johannes Wieke (1913–1982)
- Mathias Wieman (1902–1969)
- Ruth Wiemeler (1914–1975)
- Helmut Wiesinger (* 1952)
- Kai Wiesinger (* 1966)
- Bernhard Wildenhain (1873–1957)
- Ulrich Wildgruber (1937–1999)
- Friedrich Wilhelmi (1788–1852)
- Jürgen Wilke (1928–2016)
- Liselotte Willführ (1912–1992)
- Maria Wimmer (1911–1996)
- Eduard von Winterstein (1871–1961)
- Erwin Wirschaz (1923–2011)
- Julia Wissert (* 1984)
- Tom Witkowski (* 1937)
- Amalie Wolff-Malcolmi (1780–1851)
- Pius Alexander Wolff (1782–1828)
- Charlotte Wolter (1834–1897)
- Else Wolz (1908–1983)

## Z
- Meinhard Zanger (* 1955)
- Rosel Zech (1940–2011)
- Werner Zeussel (1941–2009)
- Erich Ziegel (1876–1950)
- Adolf Ziegler (1899–1985)
- Friedrich Wilhelm Ziegler (1761–1827)
- Klara Ziegler (1844–1909)
- Sonja Ziemann (1926–2020)
- Petra Zieser (* 1957)
- Thomas C. Zinke (* 1967)
- Hanns Zischler (* 1947)
- Eva Zlonitzky (* 1931)